# باشگاه ورزشی پورتیموننزه
باشگاه ورزشی پورتیموننزه (به پرتغالی: .Portimonense S.C) یک باشگاه ورزشی در شهر پرتیمانو در پرتغال است. این باشگاه در سال ۱۹۱۴ تأسیس شده‌است. این باشگاه در رشته‌های گوناگون ورزشی فعالیت دارد و تیم فوتبال این باشگاه از سابقهٔ طولانی برخوردار است و با وجود اینکه موفق به بردن جام مهمی نشده‌است ولی در فصلهای زیادی در سطح اول فوتبال پرتغال حضور داشته‌است.
در ترکیب این تیم در فصل ۲۰۲۱–۲۰۲۰ بیش از بازیکنان پرتغالی، بازیکنانی با ملیتهای گوناگون، به ویژه برزیل حضور داشتند. به طوری که از ۲۷ بازیکن تیم اصلی، ۱۲ نفر با ملیت برزیل و فقط ۶ نفر پرتغالی بوده‌اند! همچنین بازیکنانی با ملیتهای ایران، فرانسه، ژاپن، کره جنوبی، غنا، مراکش، کنگو، گینه بیسائو نیز در عضویت این تیم بوده‌اند.
پائولو سرجیو،
سرمربی اسبق صنعت نفت آبادان (فصل ۱۳۹۸–۱۳۹۷) هدایت تیم پورتیموننزه را برعهده دارد.
جعفر سلمانی بازیکن جوان ایرانی سال ۲۰۲۰ مدتی عضو این تیم بود. پیام نیازمند، دروازه‌بان تیم ملی ایران نیز در سال ۲۰۲۱ مدتی عضو این تیم بود. 